# Angelika Fink
Angelika Fink (* 1963 in Graz) ist eine österreichische Theater- und Filmschauspielerin.

## Leben
Angelika Fink absolvierte ein Schauspiel-Studium 1986 bis 1989 an der Universität für Musik und darstellende Kunst Graz. Es folgten Theaterengagements und ab 2001 auch Einsätze in Film und Fernsehen.
2009 bis 2019 hatte sie die kreative Leitung des Theaters Pathos München inne.

## Filmografie (Auswahl)
- 2004: Polizeiruf 110: Die Maß ist voll
- 2005: Rose
- 2009: Desperados on the Block
- 2012: Zappelphilipp
- 2015: Unter Verdacht: Grauzone
- 2015: Sibylle
- 2016: Geschwister
- 2017: Am Abend aller Tage
- 2017: Dieses bescheuerte Herz
- 2018: Rufmord
- 2020: Tatort: Unklare Lage
- 2023: Landkrimi – Steirerangst (Fernsehreihe)

## Hörspiele (Auswahl)
- 1986: Wilfried Kulmer: Flattern im Wind (Irene) – Regie: Lucas Cejpek (Hörspiel – ORF)
- 2000: Erich Hackl: Anprobieren eines Vaters (Ferdls Mutter) – Regie: Ulrich Lampen (Original-Hörspiel – SWR/ORF)